# Isaac Bonga
Pour les articles homonymes, voir Bonga.
Isaac Evolue Etue Bofenda Bonga, né le 8 novembre 1999 à Neuwied en Allemagne, est un joueur allemand de basket-ball évoluant au poste d'ailier.

## Biographie

### Carrière junior
Isaac Bonga a grandi dans la ville de Neuwied où il a commencé, à l'âge de 7 ans, le streeball avant de rejoindre le club de la ville.
En 2013, il rejoint l'équipe amateur du Post-Sv Koblenz jusqu'en 2015 avant de rejoindre l'équipe junior des Francfort Skyliners.

### Carrière professionnelle

#### Francfort Skyliners (2016-2018)
En juin 2016, Isaac Bonga s'engage pour 4 ans avec les Francfort Skyliners. Au même moment, il est invité au NBA Top 100 Camp à Charlottesville en Virginie.
Le 23 septembre 2016, alors âgé de 16 ans, il joue 28 secondes pour son premier match professionnel face à Brose Baskets.
En 2018, il s'inscrit à la draft de la NBA.

#### Lakers de Los Angeles (2018-2019)
Isaac Bonga est drafté en 2018 en 39e position par les 76ers de Philadelphie.
Le 6 juillet 2018, il est échangé avec les Lakers de Los Angeles contre un second tour de la draft 2019 et de l'argent. Dans la foulée de l'échange, il signe un contrat rookie avec la franchise californienne. Durant sa saison rookie, il fait des aller-retour en G-League au sein de l'équipe des Lakers de South Bay.

#### Wizards de Washington (2019-2021)
Le 9 avril 2019, il est envoyé avec Moritz Wagner et Jemerrio Jones aux Wizards de Washington dans un échange à trois franchises qui a permis l'arrivée d'Anthony Davis aux Lakers et Lonzo Ball, Brandon Ingram et Josh Hart aux Pelicans.
À l'issue de la saison 2020-2021 où il a été en moyenne utilisé que 10,8 minutes par match pour une moyenne finale de 2 points par match et 1,7 rebonds en 40 matches joués, il n'est pas prolongé par les Wizards et se retrouve donc agent libre à partir du 1er août 2021.

#### Raptors de Toronto (2021-2022)
Agent libre, il s'engage le 11 août 2021 avec les Raptors de Toronto. Le 9 novembre 2021, il est assigné en G League chez les Raptors 905. Après un retour en NBA, il retourne en G league le 2 décembre 2021. Le 9 janvier 2022, il inscrit 22 points et prend 17 rebonds faisant ainsi un double-double face aux Mad Ants de Fort Wayne. Le 13 janvier 2022, il se blesse au coude face au Go-Go de Capital City et va manquer quelques jours. Il revient le 23 janvier 2022 pour une victoire face au Charge de Cleveland et le même jour, il est rappelé par les Raptors pour disputer le match face au Trail Blazers de Portland. Le 27 janvier 2022, il inscrit 22 points, prend 6 rebonds et donne 6 passes décisives lors de la victoire des Raptors 905 face aux Cruise de Motor City.
À l'issue de la saison 2021-2022, il n'est pas prolongé par la franchise canadienne et devient agent libre.

#### Bayern Munich (2022-2024)
Bonga revient en Allemagne et s'engage pour deux saisons avec le Bayern Munich, club qui participe à l'EuroLigue. Il dispute son premier match avec le Bayern le 28 octobre 2022 en Euroligue face au KK Crvena Zvezda Beograd en jouant 18 minutes pour seulement 3 rebonds. Deux jours plus tard, il débute en tant que titulaire en Bundesliga face au Crailsheim Merlins en jouant 24 minutes pour 6 points et 8 rebonds. Le 3 novembre 2022, il inscrit 12 points et prend 8 rebonds en 27 minutes de jeu lors de la 6e journée d'Euroligue face à l'Anadolu Efes, aidant le Bayern a remporté sa première victoire de la saison en 6 matchs d'Euroligue. Le 27 novembre 2022, il réalise son premier double-double de la saison face au Wurtzbourg Baskets avec 18 points et 10 rebonds. Il réalise son record de points de la saison le 5 février 2023 avec 28 points lors de la défaite des siens face au Telekom Baskets Bonn. Isaac Bonga conclue sa saison avec 30 matchs d'Euroligue pour des moyennes par match de 6,4 points, 3,9 rebonds et 1,1 passe décisive en environ 20 minutes de jeu avec un record de 16 points face à l'Olympiakós, ainsi que 35 matchs de Bundesliga pour des moyennes par match de 8,8 points, 5,1 rebonds et 1,7 passe décisive en 22 minutes de jeu.

#### Partizan Belgrade (depuis 2024)
Le 19 août 2024, il rejoint le Partizan Belgrade.

### Équipe nationale
Isaac Bonga a participé à différents championnat junior avec l'équipe d'Allemagne.
En novembre 2017, il est sélectionné avec l'équipe d'Allemagne pour les qualifications à la Coupe du monde FIBA 2019.
Il fête sa première sélection à l'âge de 18 ans le 23 février 2018 face à la Serbie et devient le plus jeune joueur de la sélection de l'histoire.
Il participe avec la sélection allemande aux Jeux olympiques de Tokyo 2020. Les allemands sont éliminés en quart de finale par la Slovénie sur le score de 94 à 70.
En juin 2023, il est pré-sélectionné avec l'Allemagne pour préparer la Coupe du Monde 2023.

## Clubs successifs
- 2016-2018 :  Francfort Skyliners (Basketball-Bundesliga)
- 2018-2019 :  Lakers de Los Angeles (NBA)
  - 2018-2019 :  Lakers de South Bay (G League)
- 2019-2021 :  Wizards de Washington (NBA)
- 2021-2022 :  Raptors de Toronto (NBA)
  - 2021-2022 :  Raptors 905 (G League)
- depuis 2022 :  Bayern Munich (Basketball-Bundesliga)

## Palmarès
- Médaille d'or à la Coupe du monde 2023
- Vainqueur de la Ligue adriatique 2025
- Champion de Serbie 2025

## Statistiques

### En NBA

#### Saison régulière
- Statistiques détaillées d'Isaac Bonga en NBA[35] : (mise à jour 26/05/2021)

| Saison    | Équipe     | Matchs | Titul. | Min./m | % Tir | % 3pts | % LF | Rbds/m. | Pass/m. | Int/m. | Ctr/m. | Pts/m. |
| --------- | ---------- | ------ | ------ | ------ | ----- | ------ | ---- | ------- | ------- | ------ | ------ | ------ |
| 2018-2019 | LA Lakers  | 22     | 0      | 5,5    | 15,2  | 0,0    | 60,0 | 1,1     | 0,7     | 0,4    | 0,2    | 0,9    |
| 2019-2020 | Washington | 66     | 49     | 18,9   | 50,4  | 35,2   | 81,2 | 3,4     | 1,2     | 0,7    | 0,3    | 5,0    |
| 2020-2021 | Washington | 40     | 8      | 10,8   | 37,0  | 27,7   | 62,5 | 1,6     | 0,6     | 0,3    | 0,2    | 1,9    |
| 2021-2022 | Toronto    | 15     | 0      | 4,6    | 23,1  | 25,0   | 62,5 | 0,5     | 0,3     | 0,5    | 0,1    | 0,8    |
| Total     | Total      | 143    | 57     | 13,1   | 43,2  | 30,0   | 75,9 | 2,2     | 0,8     | 0,5    | 0,3    | 3,1    |

#### Playoffs
| Saison | Équipe     | Matchs | Titul. | Min./m | % Tir | % 3pts | % LF | Rbds/m. | Pass/m. | Int/m. | Ctr/m. | Pts/m. |
| ------ | ---------- | ------ | ------ | ------ | ----- | ------ | ---- | ------- | ------- | ------ | ------ | ------ |
| 2021   | Washington | 4      | 0      | 2,4    | 0,0   | 0,0    | 0,0  | 0,00    | 0,00    | 0,00   | 0,25   | 0,00   |
| Total  | Total      | 4      | 0      | 2,4    | 0,0   | 0,0    | 0,0  | 0,00    | 0,00    | 0,00   | 0,25   | 0,00   |

### En G League
- Statistiques détaillées d'Isaac Bonga en G League[36]

| Saison    | Équipe      | Matchs | Titul. | Min./m | % Tir | % 3pts | % LF | Rbds/m. | Pass/m. | Int/m. | Ctr/m. | Pts/m. |
| --------- | ----------- | ------ | ------ | ------ | ----- | ------ | ---- | ------- | ------- | ------ | ------ | ------ |
| 2018-2019 | South Bay   | 31     | 29     | 28,0   | 43,2  | 34,4   | 81,6 | 6,2     | 2,7     | 1,2    | 1,1    | 11,9   |
| 2021-2022 | Raptors 905 | 34     | 32     | 25,9   | 45,9  | 28,4   | 77,8 | 8,7     | 3,3     | 1,1    | 0,7    | 12,7   |
| Total     | Total       | 65     | 61     | 26,9   | 44,9  | 30,9   | 79,9 | 7,5     | 3,0     | 1,1    | 0,9    | 12,3   |

## Records sur une rencontre en NBA
Les records personnels d'Isaac Bonga en NBA sont les suivants, :
| Type de statistique        | Saison régulière | Saison régulière          | Saison régulière | Playoffs | Playoffs                | Playoffs      |
| Type de statistique        | Record           | Adversaire                | Date             | Record   | Adversaire              | Date          |
| -------------------------- | ---------------- | ------------------------- | ---------------- | -------- | ----------------------- | ------------- |
| Points                     | 17               | @ Raptors de Toronto      | 17 janvier 2020  | 2        | @ 76ers de Philadelphie | 16 avril 2022 |
| Paniers marqués            | 6                | @ Raptors de Toronto      | 17 janvier 2020  | -        | -                       | -             |
| Paniers tentés             | 12               | @ Thunder d'Oklahoma City | 9 août 2020      | 3        | @ 76ers de Philadelphie | 26 mai 2021   |
| Paniers à 3 points réussis | 3                | @ Knicks de New York      | 12 février 2020  | -        | -                       | -             |
| Paniers à 3 points tentés  | 5                | 2 fois                    | 2 fois           | 1        | 3 fois                  | 3 fois        |
| Lancers francs réussis     | 5                | 3 fois                    | 3 fois           | 2        | @ 76ers de Philadelphie | 16 avril 2022 |
| Lancers francs tentés      | 7                | Nuggets de Denver         | 4 janvier 2020   | 2        | @ 76ers de Philadelphie | 16 avril 2022 |
| Rebonds offensifs          | 5                | 2 fois                    | 2 fois           | -        | -                       | -             |
| Rebonds défensifs          | 7                | 2 fois                    | 2 fois           | 1        | @ 76ers de Philadelphie | 16 avril 2022 |
| Rebonds totaux             | 9                | 2 fois                    | 2 fois           | 1        | @ 76ers de Philadelphie | 16 avril 2022 |
| Passes décisives           | 4                | 2 fois                    | 2 fois           | -        | -                       | -             |
| Interceptions              | 3                | Pacers de l'Indiana       | 3 août 2020      | -        | -                       | -             |
| Contres                    | 2                | 2 fois                    | 2 fois           | 1        | @ 76ers de Philadelphie | 26 mai 2021   |
| Balles perdues             | 3                | 4 fois                    | 4 fois           | -        | -                       | -             |
| Minutes jouées             | 35               | Pacers de l'Indiana       | 3 août 2020      | 4        | @ 76ers de Philadelphie | 26 mai 2021   |

- Double-double : 0
- Triple-double : 0

Dernière mise à jour : 16 août 2022

## Salaires
Les gains de Isaac Bonga en carrière sont les suivants :
| Saison      | Équipe                | Salaire     |
| ----------- | --------------------- | ----------- |
| 2018-2019   | Lakers de Los Angeles | 1 000 000 $ |
| 2019-2020   | Wizards de Washington | 1 416 852 $ |
| 2020-2021   | Wizards de Washington | 1 663 861 $ |
| 2021-2022   | Raptors de Toronto    | 1 729 217 $ |
| Total Gains | Total Gains           | 5 809 930 $ |